# Monte Redondo e Carreira
Monte Redondo e Carreira (llamada oficialmente União das Freguesias de Monte Redondo e Carreira) es una freguesia portuguesa del municipio de Leiría, distrito de Leiría.

## Historia
Fue creada el 28 de enero de 2013 en aplicación de una resolución de la Asamblea de la República de Portugal promulgada el 16 de enero de 2013 con la unión de las freguesias de Carreira y Monte Redondo, pasando su sede a estar situada en la antigua freguesia de Monte Redondo.

## Demografía
| Gráfica de evolución demográfica de Monte Redondo e Carreira entre 2011 y 2021 |
|                                                                                |
| Datos según el nomenclátor publicado por el INE portugués.                     |